# Chronofotografia

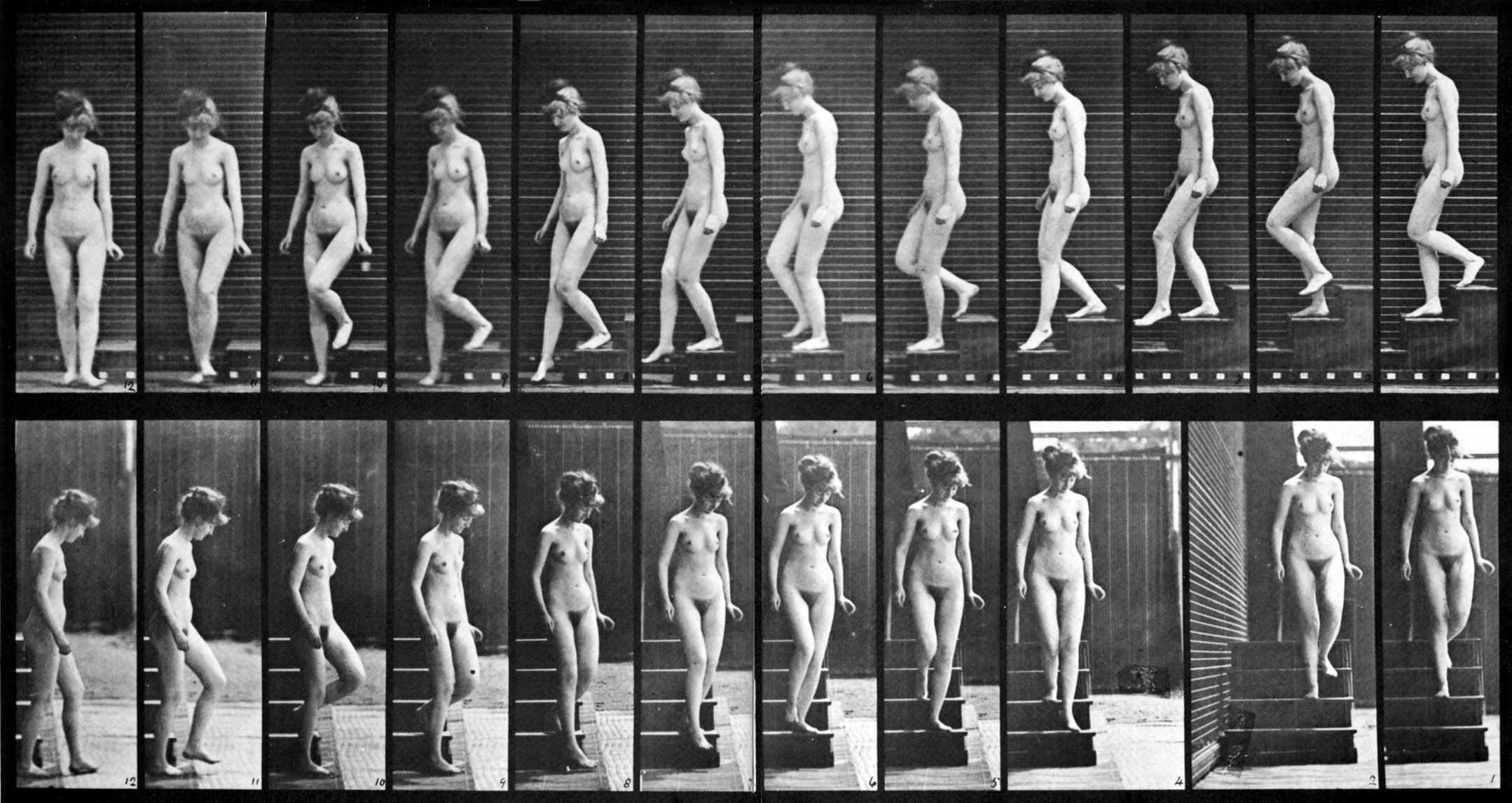
Chronofotografia autorstwa Eadwearda Muybridge'a

Chronofotografia – fotograficzne odzwierciedlenie ruchu poprzez udokumentowanie jego kolejnych faz metodą wielokrotnej ekspozycji motywu w regularnych odstępach czasu. Kolejne ujęcia mogą być rejestrowane na tym samym fragmencie materiału światłoczułego, lub na jego kolejnych częściach. Odmiana fotografii wykorzystywana w rozmaitych zastosowaniach, np. ujęcia wykonywane w krótkich odstępach czasu w fotografii sportowej, lub w długich odstępach czasu przy badaniu ruchu ciał niebieskich. W przypadku rejestracji w najkrótszych odstępach czasu stosowana może być fotografia w oświetleniu stroboskopowym, lub poprzez wykonywanie zdjęć z wielu zsynchronizowanych aparatów fotograficznych.
Wynalazek chronofotografii doprowadził z czasem do powstania kinematografii.